# شهرستان سیلی
شهرستان سیلی (به لاتین: Cili County) یک منطقهٔ مسکونی در چین است که در ژانگجیاجی واقع شده‌است.